# Тер-Ишханов, Григорий Хасрович
Григорий Хасрович Тер-Ишханов — советский хозяйственный, государственный и политический деятель.

## Биография
Родился в 1908 году в Красноводске в армянской семье. Член КПСС с 1931 года.
С 1919 года — на хозяйственной, общественной и политической работе. В 1919—1973 гг. — разнорабочий, студент педагогическогои сельскохозяйственного институтов, помощник уполномоченного оперсектора ГПУ, директор Госпединститута в Бухаре, директор института повышения квалификации кадров народного образования в Ташкенте, заместитель секретаря по кадрам Хорезмского обкома КП(б) Узбекистана, 2-й секретарь Ургенчского горкома КПУз, 1-й секретарь Ургенчского райкома КП(б)Уз, начальник УНКГБ Ферганской области, начальник УНКВД Ферганской области, 1-й секретарь Каршинского райкома КП(б)Уз, заведующий финансово-хозяйственным сектором ЦК КП(б)Уз, управляющий делами ЦК КП(б)Уз, и. о. 1-го секретаря Ферганского обкома КП Узбекистана, начальник управления местной промышленности, заместитель председателя Ферганского облисполкома.
Избирался депутатом Верховного Совета Узбекской ССР 3-го, 4-го созывов.
Умер в Ташкенте в 1973 году.